# Aeroporto di Algeri-Houari Boumédiène
L'Aeroporto di Algeri-Houari Boumédiène (IATA: ALG, ICAO: DAAG) (in arabo:مطار هواري بومدين) è la principale struttura aeroportuale di Algeri nonché dell'intera Algeria. È intitolato a Houari Boumédiène, (1932-1978), Presidente dell'Algeria dal 1965 sino alla morte e si trova nella località di Dar El Beïda a circa 20 km da Algeri.

## Storia
Creato nel 1924 per attività militari e ricreative e noto come Base Aerea della Casa Bianca 149, il campo d'aviazione della Casa Bianca iniziò a svilupparsi e a rivolgersi all'aviazione civile nel 1940.
Durante la Seconda Guerra Mondiale, l'aeroporto di Algeri fu uno dei principali obiettivi della Joint Task Force Allied Operation Algiers dell'8 novembre 1942. L'opposizione delle forze francesi di Vichy che difendono l'aeroporto si è conclusa lo stesso giorno, quando gli ordini dell'ammiraglio Darlan ad Algeri sono stati emessi per porre fine a tutte le ostilità in Nord Africa.
L'aereo dell'uragano Hawker del 43º squadrone della RAF al comando del capo squadrone Michael Rook è atterrato alla Casa Bianca poco dopo le 11 del mattino dell'8 novembre e ha iniziato il pattugliamento il giorno successivo. 43 Lo squadrone rimase alla Casa Bianca fino al 13 marzo 1943, quando l'unità fu dispiegata a Jemmapes, Costantino.
Una volta in mano agli Alleati, l'aeroporto è stato utilizzato dal Comando del trasporto aereo dell'Esercito degli Stati Uniti come principale centro di trasbordo per le merci, gli aerei in transito e il personale. È servito come scalo per raggiungere l'aeroporto di Tafraoui vicino ad Orano o l'aeroporto di Tunisi in Tunisia sulla rotta di trasporto tra Il Cairo e Dakar in Nord Africa.
Ha anche trasportato personale e merci a Marsiglia, Milano, Napoli e Palermo, in Sicilia. Inoltre, la Dodicesima Sezione A3 dell'Aeronautica Militare sotto il comando del Tenente Colonnello Carter E. Duncan 1943/44, ha utilizzato l'aeroporto come centro di comando e controllo, con sede al XII Comando Bombardieri; il XXII Comando Aereo Tattico e la 51 Truop Transport Wing hanno guidato le missioni di combattimento e di supporto durante la campagna nord africana contro il nazista Afrika Korps. Dopo aver servito nel 1942 per gli sbarchi alleati, è diventato l'aeroporto della Casa Bianca di Algeri subito dopo la fine della seconda guerra mondiale, dal nome francese della città (Maison Blanche) dove si trova.
Divenne l'aeroporto di Alger-Dar El Beïda nel 1962, poi prese il nome di Houari Boumédiène il 5 gennaio 1980, un anno dopo la morte del capo di Stato algerino.
Il 26 agosto 1992, l'ex terminal internazionale è stato oggetto di un attacco che ha causato la morte di nove persone.
È sull'asfalto dell'aeroporto di Algeri che il 24 dicembre 1994 ha avuto inizio il sequestro del volo Air France 8969. In seguito a questa presa di ostaggi, Air France ha deciso di fermare tutti i suoi voli per l'Algeria.
I voli di Air France sono ripresi nel 2003.
Nel 2006 è stato inaugurato il nuovo terminal con una capacità di sei milioni di passeggeri. L'aeroporto di Algeri è stato classificato come miglior aeroporto africano nel 2011.
Il 29 aprile 2019 è entrato in servizio un nuovo terminal con una capacità di 10 milioni di passeggeri. Questo terminale è stato costruito dal gruppo cinese China State Construction Engineering (CSCEC). Un servizio ferroviario dalla stazione Agha all'aeroporto via Bab Ezzouar è stato inaugurato lo stesso giorno da SNTF.

## Traffico
| Anno       | 1995 | 1996 | 1997 | 1998 | 1999      | 2000      | 2001      | 2002      | 2003      | 2004      |
| ---------- | ---- | ---- | ---- | ---- | --------- | --------- | --------- | --------- | --------- | --------- |
| Traffico   |      |      |      |      | 2 587 020 | 2 760 000 | 3 400 000 | 4 300 000 | 2 980 000 | 4 308 054 |
| Evoluzione |      |      |      |      |           |           | + 23,3 %  | + 26,5 %  | - 30,7 %  | + 44,6%   |

| Anno      | 2005      | 2006      | 2007      | 2008      | 2009      | 2010      | 2011      | 2012      | 2013      | 2014      |
| --------- | --------- | --------- | --------- | --------- | --------- | --------- | --------- | --------- | --------- | --------- |
| Trafic    | 3 400 000 | 3 480 000 | 3 814 555 | 4 159 358 | 4 548 055 | 4 350 000 | 4 745 854 | 5 398 270 | 5 918 132 | 6 457 795 |
| Évolution | - 21,1 %  | + 2,4 %   | + 9,6 %   | + 9 %     | + 9,35 %  | - 4,4 %   | + 9,1 %   | + 13,7 %  | + 9,6 %   | + 9,1 %   |

| Anno       | 2015      | 2016      | 2017      | 2018      | 2019 |
| ---------- | --------- | --------- | --------- | --------- | ---- |
| Traffico   | 6 879 630 | 7 572 758 | 7 823 634 | 7 975 412 |      |
| Evoluzione | + 6,1 %   | + 9,1 %   | + 3,2 %   | + 1,9 %   |      |

## Principali operatori
La compagnia di bandiera Air Algérie è il principale operatore dell'aeroporto internazionale di Algeri, lo utilizza come hub aeroportuale e opera diverse rotte verso Europa, Africa, Canada, Cina, Medio Oriente. Per quanto riguarda la Tassili Airlines, una consociata della compagnia petrolifera Sonatrach, da questo aeroporto serve il Marocco, la Spagna, la Francia, la Turchia e gli Emirati Arabi Uniti. Diverse compagnie aeree straniere operano voli per Algeri come Air France, Tunisair, Royal Air Maroc, Qatar Airways, Emirates, Turkish Airlines, Lufthansa, British Airways, Air Canada, Vueling, Nouvelair, Saudia, ITA Airways, EgyptAir, Iberia, Royal Jordanian, ecc.

## Compagnie aeree presenti e destinazioni
| Aziende                       | Destinazioni |
| ----------------------------- | --- |
| Algeria: Air Algérie          | - Abidjan-F.-H.-Boigny, - Adrar/Touat, - Alicante-Elche, - Amman-Queen-Alia, - Annaba, - Antalya, - Basilea-Mulhouse-Friburgo, - Bamako-M. Keita, - Barcellona-El Prat, - Batna - Mostepha Ben Boulaïd, - Béchar (Luce), - Pechino capitale, - Beirut-Rafic Hariri, - Bejaia, Soummam Abane Ramdane - Biskra-M. Khider, - Bordeaux-Mérignac, - Bruxelles-National, - Budapest-Ferenc Liszt, - Il Cairo, - Casablanca-Mohammed-V, - Chlef, Mohamed Khider - Constantine - Mohamed Boudiaf, - Dakar-B. Diagne, - Djanet-Tiska, - Dubai, - El Golea, - El Oued (Guemar), - Francoforte, - Ginevra-Cointrin, - Ghardaïa - Noumérat - Moufdi Zakaria, - Hassi Messaoud-Oued Irara, - Illizi-Takhamalt, - Zarzaitin - In Amenas, - A Salah, - Istanbul, - Gedda - Re Abdelaziz, - Ferhat Abbas, - Laghouat, - Lille Lesquin, - Lisbona-H. Delgado, - Londra-Heathrow, - Lione-Saint-Exupéry, - Madrid-Barajas, - Marsiglia-Provenza, - Metz-Nancy-Lorraine, - Milano-Malpensa, - Montpellier-Mediterraneo, - Montréal (P.-E.-Trudeau), - Mosca Sheremetyevo, - Niamey-D. Hamani, - Nizza-Costa Azzurra, - Nouakchott-Oumtounsy, - Orano - A. Ben Bella, - Ouagadougou, - Ouargla, - Palma di Maiorca, - Parigi-Charles de Gaulle, - Parigi-Orly, - Roma Leonardo da Vinci/Fiumicino, - Setif 8 maggio 1945 - Tamanrasset, - Tébessa, - Timimoun, - Tindouf, - Tlemcen - Zenata - Messali El Hadj, - Touggourt-Sidi Mahdi, - Toulouse-Blagnac, - Tunisi-Cartagine, - Vienna-Schwechat - Djerba-Zarzis, - Valencia |
| Canada: Air Canada            | Montréal (P.-E.-Trudeau) |
| Francia: Air France           | Parigi-Charles de Gaulle, Parigi-Orly, Montpellier-Mediterraneo, Toulouse, Nizza |
| Italia: Alitalia              | Roma Leonardo-da-Vinci/Fiumicino |
| Francia: ASL Airlines France  | Parigi-Charles de Gaulle, Toulon-Hyères |
| Regno Unito: British Airways  | Londra-Gatwick |
| Egitto: EgyptAir              | Il Cairo, Charm el-Cheikh |
| Emirati Arabi Uniti: Emirates | Dubai |
| Spagna: Iberia Regional       | Madrid-Barajas |
| Germania: Lufthansa           | Francoforte |
| Tunisia: Nouvelair            | Tunisi-Cartagine |
| Qatar: Qatar Airways          | Doha-Hamad |
| Marocco: Royal Air Maroc      | Casablanca-Mohammed-V |
| Giordania: Royal Jordanian    | Amman-Regina-Alia |
| Arabia Saudita: Saudia        | Gedda - Re Abdulaziz, Madina-Prince M. Bin Abdulaziz |
| Siria: Syrian Air             | Damasco |
| Algeria : Tassili Airlines    | - Adrar/Touat, - Annaba, - Béchar (Luce), - Biskra-M. Khider, - Constantine - Signor Boudiaf, - Djanet-Tiska, - El Oued (Guemar), - Ghardaïa - Noumérat - Moufdi Zakaria, - Hassi Messaoud-Oued Irara, - Hassi R'Mel, - Illizi-Takhamalt, - A Salah, - Marsiglia-Provenza, - Nantes-Atlantique, - Orano - A. Ben Bella, - Setif 8 maggio 1945 - Strasburgo, - Tamanrasset, - Tindouf, - Tlemcen - Zenata - Messali El Hadj - El Bayadh, - Tiaret (Bou Chekif) |
| Francia: Transavia France     | Lione-Saint-Exupéry, Nantes-Atlantique, Parigi-Orly, Montpellier Mediteranneo |
| Belgio: TUI fly Belgium       | Charleroi Bruxelles-Sud |
| Tunisia: Tunisair             | Tunisi-Cartagine |
| Turchia: Turkish Airlines     | Istanbul Antalya |
| Spagna: Vueling               | Alicante-Elche, Barcellona-El Prat, Malaga-Costa del Sol, Marsiglia-Provenza, Valencia |

## Geografia

### Situazione
L'aeroporto di Algeri è un aeroporto civile internazionale che serve la capitale algerina e la sua regione (wilayas di Algeri, Tipaza, Blida, Médea, Ayn Defla Boumerdès e Tizi Ouzou). È il più importante di tutti gli aeroporti algerini. La sua capacità attuale è di circa 22 milioni di passeggeri all'anno per un flusso reale di circa 9 milioni nel 2013.
È composto da 3 terminal, un terminal per i voli internazionali (T4), un terminal per i voli nazionali e per i voli verso il Medio Oriente e i paesi del Golfo (T1), e un terzo per i voli charter, utilizzato in particolare per i pellegrinaggi (T2).
L'aeroporto è gestito dal novembre 2006 dalla Société de gestion des services et infrastructures aéroportuaires (SGSIA), una filiale di EGSA Algeri.

### Terminali aerei
Attualmente ci sono tre terminal per i passeggeri dell'aeroporto:
- Terminal 4, inaugurato nel 2019, dedicato ai voli internazionali verso Europa, Africa, Asia e Nord America. È anche l'hub di Air Algérie.
- Terminal 1, inaugurato nel 2006, dedicato ai voli nazionali e internazionali per le compagnie aeree del Nord Africa, del Medio Oriente e dei Paesi del Golfo.
- Il Terminal 2, inaugurato negli anni '50, è stato più volte ristrutturato ed è dedicato ai voli charter e ai voli speciali.

#### Terminale 4

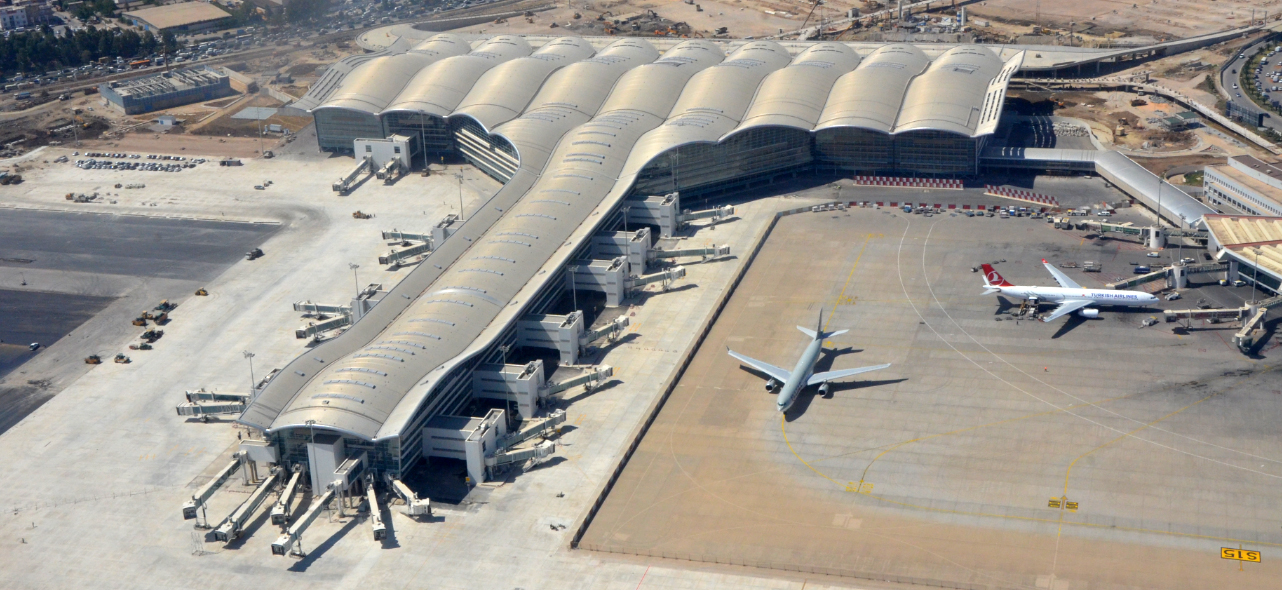
Terminal 4 (T4)

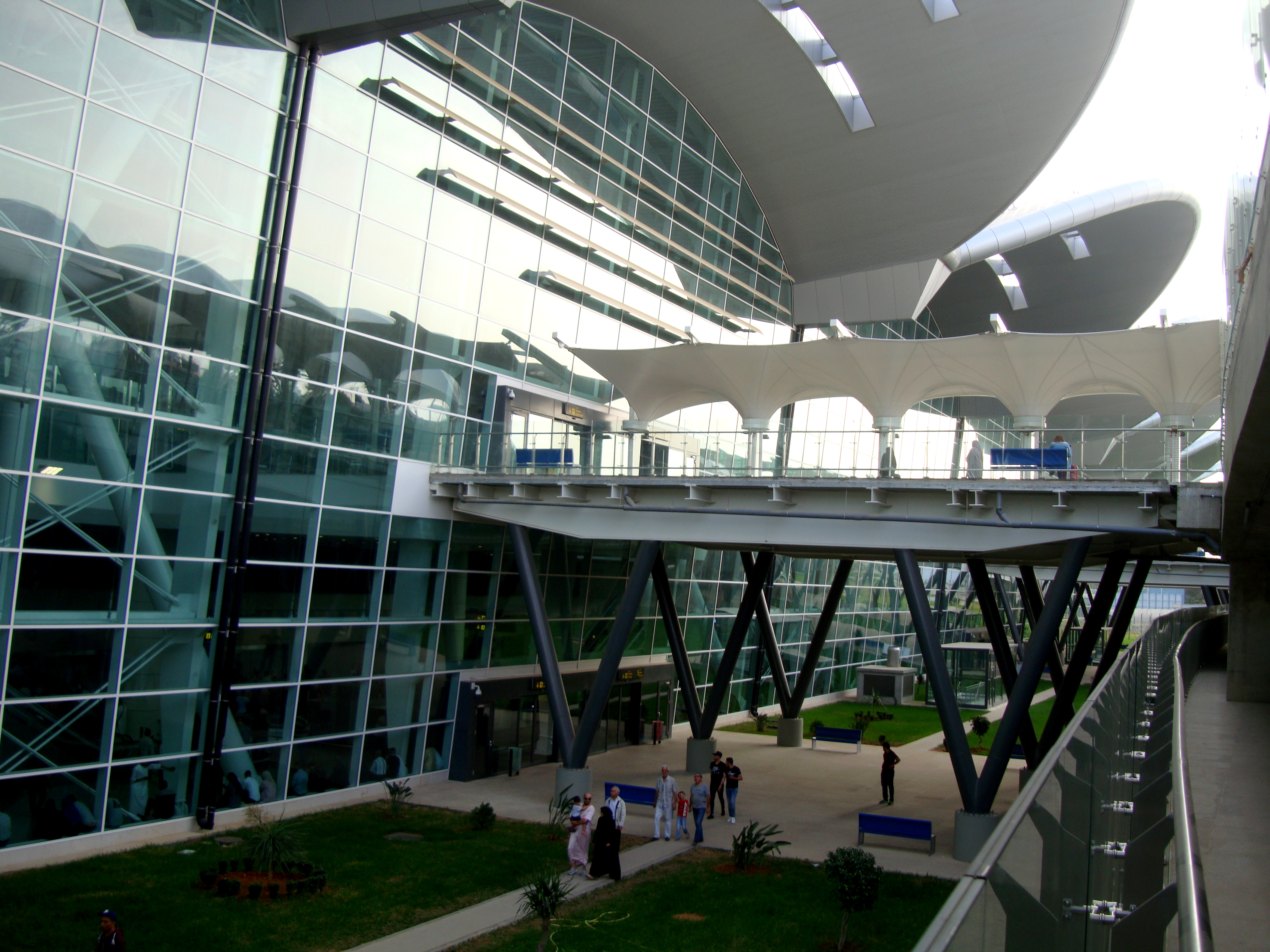
Ingresso al terminale 4

In considerazione del rapido aumento del traffico passeggeri, i lavori per la realizzazione di un nuovo terminal con una capacità di 10 milioni di passeggeri dovrebbero iniziare nel 2015. Il costo di questa estensione dell'aeroporto è quindi stimato a quasi 74 miliardi di dinari algerini. Nel progetto iniziale, i funzionari hanno annunciato che l'estensione avrebbe occupato una superficie di 20 ettari. È inoltre previsto un parcheggio con una capacità di oltre 4.500 posti auto. Ci sono anche tre parcheggi per aerei e corsie di traffico che coprono un'area di oltre 424.000 m².
Il terminal è dotato di 120 punti di check-in, 84 banchi di check-in, nove nastri trasportatori e 21 porta telescopiche. Progettato da una società di ingegneria britannica, il progetto è stato affidato al gruppo cinese China State Construction Engineering (CSCEC), finanziato da un prestito bancario di 62 miliardi di dinari e da un capitale proprio di SGSIA di 14 miliardi di dinari, per un totale di 76 miliardi di dinari.
Costruito su cinque livelli, il nuovo terminale soddisfa gli standard di efficienza energetica e ambientali. È dotato di serbatoi di raccolta dell'acqua piovana, che saranno utilizzati per l'irrigazione, lucernari per ridurre il consumo di energia elettrica e condizionatori che regolano la temperatura a soli 4 metri di altezza. Il nuovo edificio del terminal sarà dotato di un nuovo sistema di condizionamento dell'aria, che sarà installato in un nuovo edificio del terminal.
Il 30 ottobre 2014 sono iniziati i lavori di costruzione del nuovo terminal di 73 ettari, che attualmente ospita 10 milioni di passeggeri in più all'anno31 ed è in grado di gestire anche gli aeromobili Airbus A380.
È entrato in servizio il 29 aprile 2019 ed è pienamente operativo dal 6 maggio 2019. È dedicato ai voli internazionali (ad eccezione delle compagnie aeree del Golfo e dei paesi del Nord Africa), mentre il vecchio terminal internazionale viene utilizzato per i voli nazionali e i voli verso il Golfo, il vecchio terminal nazionale viene utilizzato per i voli charter (verso Hajj e Omra) e l'attuale terminal charter verrà distrutto per costruire un nuovo terminal. Il nuovo terminal verrà utilizzato per i voli internazionali (ad eccezione delle compagnie aeree del Golfo e dei paesi del Nord Africa), mentre il vecchio terminal internazionale viene utilizzato per i voli nazionali e i voli verso il Golfo, il vecchio terminal nazionale viene utilizzato per i voli charter (verso Hajj e Omra) e l'attuale terminal charter verrà distrutto per costruire un nuovo terminal. Il nuovo terminal verrà utilizzato per i voli internazionali e i voli verso il Golfo.

#### Terminale 1
Inaugurato il 5 luglio 2006, il Terminal 1 dell'aeroporto di Houari-Boumédiène, con una capacità di 6 milioni di passeggeri, ha sostituito il vecchio terminal internazionale costruito negli anni '50. Sul modello dell'aeroporto di Francoforte, il nuovo terminal è gestito dalla società di gestione dei servizi e delle infrastrutture aeroportuali (SGSIA) ed è stato costruito secondo i più recenti standard internazionali, che lo rendono uno dei più moderni in Africa con, in particolare, 14 porta telescopici (satelliti) che permettono lo sbarco diretto dall'aereo al terminal e viceversa. Fino ad allora, nel vecchio terminal, i passeggeri sbarcavano sull'asfalto e venivano poi trasferiti in autobus al terminal.

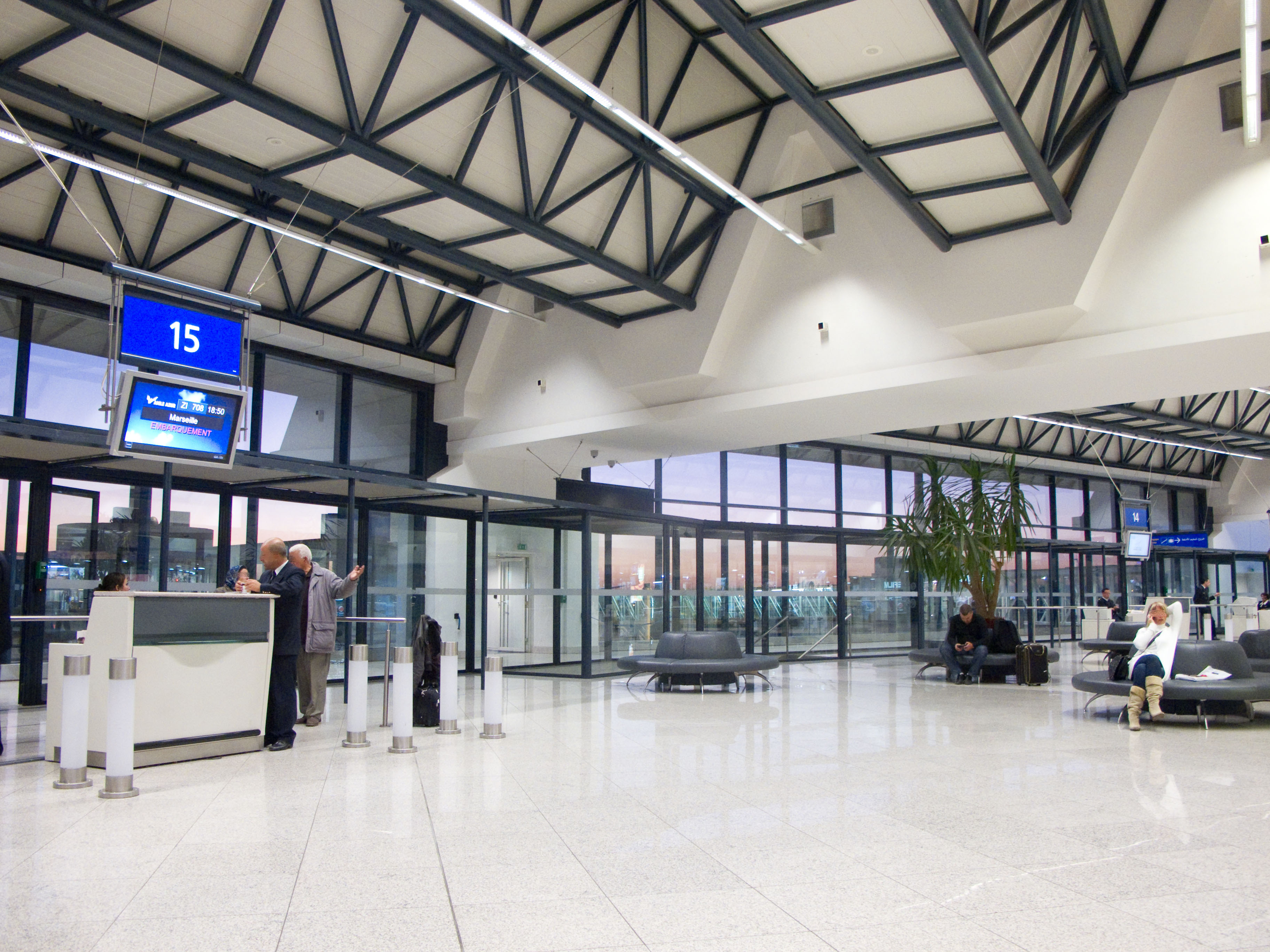
Terminal 1 (T1)

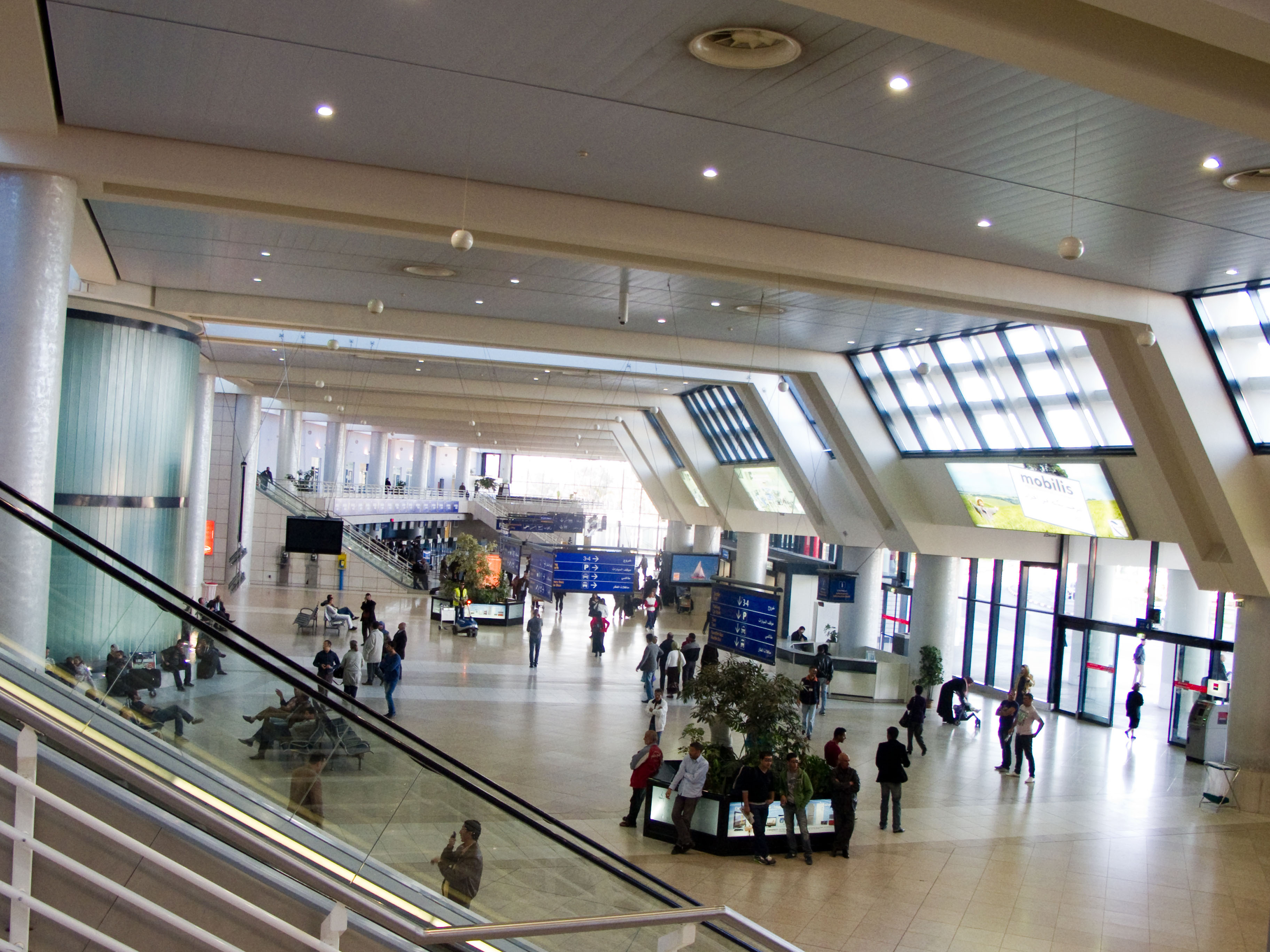
Terminal 1 (T1)

#### Terminale 2
Costruito negli anni '50 come terminal per voli internazionali. È stato poi ristrutturato con la riqualificazione degli spazi, la creazione di nuovi negozi, uffici e una nuova grande sala d'imbarco34 è stata riaperta il 3 novembre 2007, sotto il nome di Terminal 2, che ora fornisce i collegamenti domestici. Ha una capacità di traffico di 2,5 milioni di passeggeri all'anno.
Dal 2019 viene utilizzato per i voli charter.

#### Ex terminale in disuso (ex terminale 3)
Ex terminal per i voli nazionali, è stato riaperto nel 2007 per fungere da terminal 3 per i voli charter, in particolare per Hajj e Umrah. È stato disattivato nel 2019.

### Tracce
L'aeroporto ha due piste di decollo e atterraggio lunghe 3.500 m ciascuna; la prima è in cemento asfaltato, la seconda in asfalto.

### Torre di controllo
La torre di controllo è stata costruita nel 2018 per sostituire la vecchia torre. Si trova proprio accanto al Terminal 1. È alta 72,35 metri. Ha un belvedere, così come una sala IFR. Qui il traffico aereo viene gestito in pista e nello spazio aereo di avvicinamento.

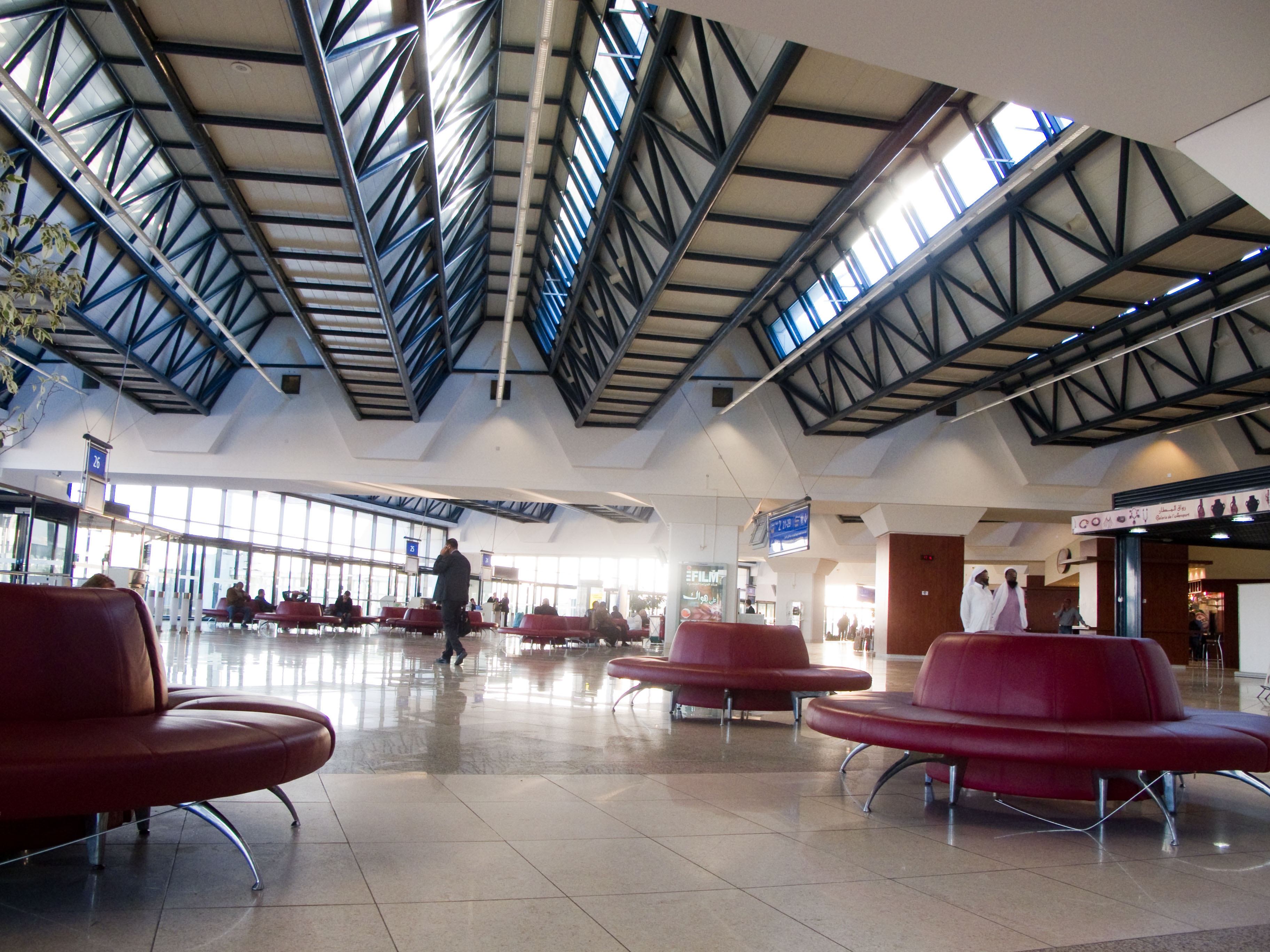
Terminal 1 (T1)

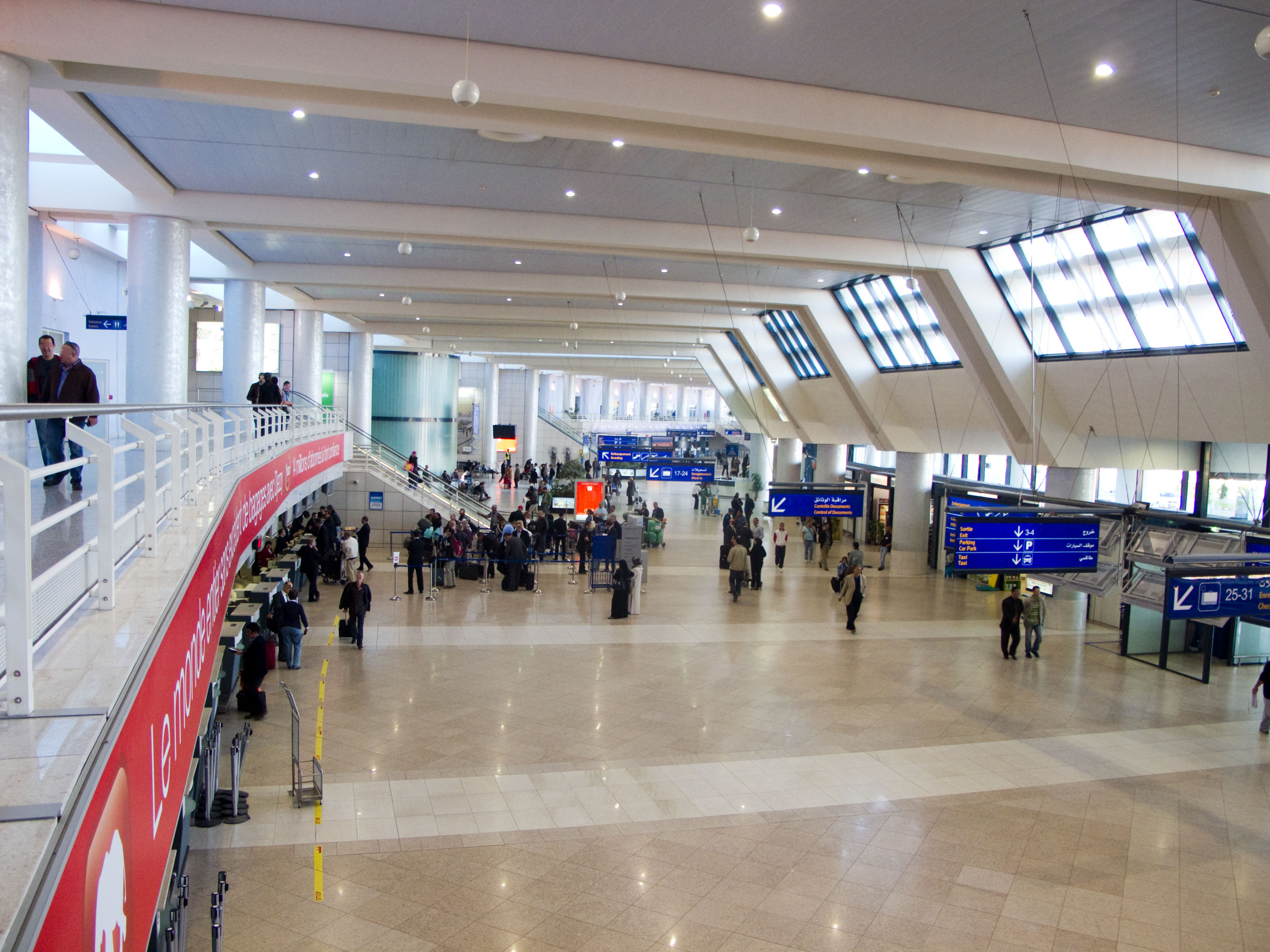
Terminal 1 (T1)

### Altre infrastrutture
L'aeroporto è dotato anche di:
- un'area di atterraggio per elicotteri;
- un padiglione d'onore, che consente l'accoglienza dei capi di Stato e di altri leader politici di tutti i paesi durante i loro viaggi aerei;
- un'area di carico;
- un'area e hangar per la manutenzione degli aerei;
- un'area per le attività aeroportuali, come gli uffici della compagnia di bandiera Air Algérie;
- una nuova torre di controllo, la cui costruzione ha richiesto diversi anni e che dovrebbe entrare in servizio all'inizio del 2020.[16]

## Parco dell'hotel
Hyatt Regency Hotel all'aeroporto di Algeri, visto dal West Terminal
Il nuovo Hyatt Regency Hotel ha aperto i battenti il 24 aprile 2019 e si trova dall'altra parte della strada rispetto al West Terminal con cui è collegato. È il primo hotel della catena Hyatt Hotels Corporation in Algeria. L'hotel dispone di 320 camere e 3 ristoranti, una piscina e una sala con una superficie di 2.200 m² , dispone anche di 13 sale riunioni.

## Accesso all'aeroporto

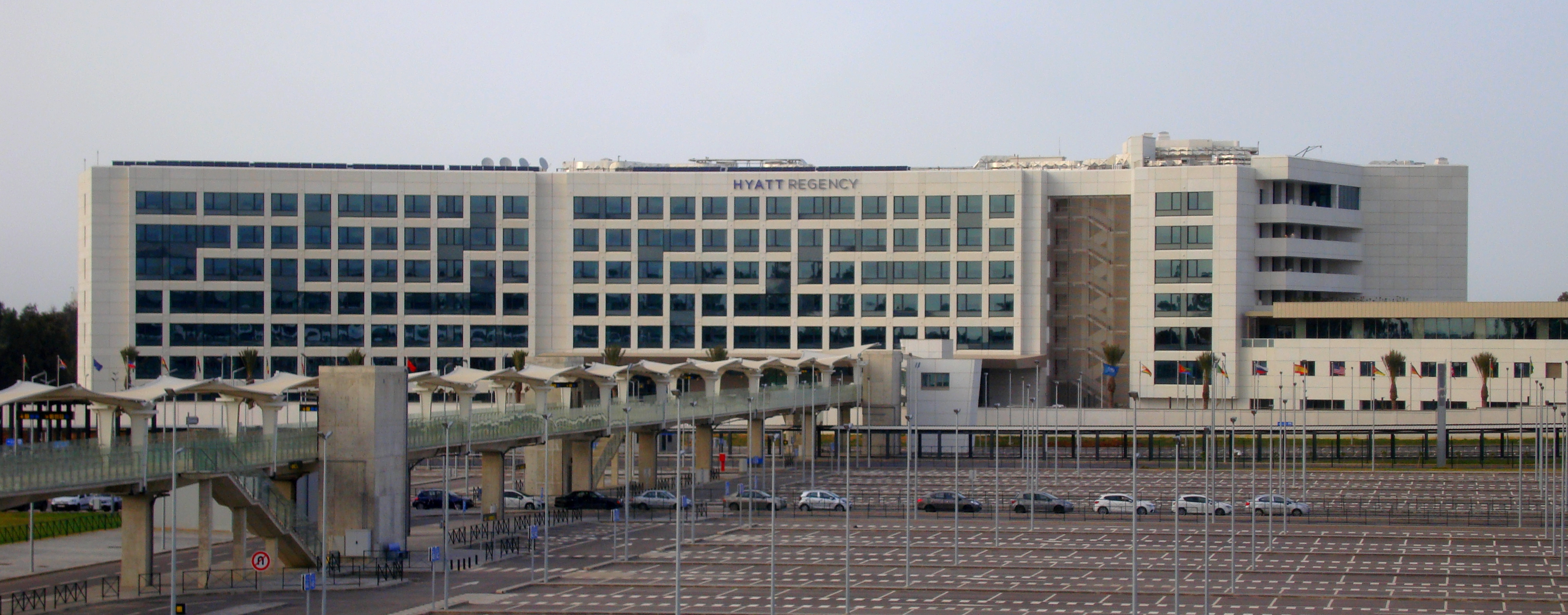
Algeri Airport Hyatt Regency Hotel, Vista dal Terminal 4

L'accesso all'aeroporto di Algeri è diversificato:
Su strada: l'aeroporto è accessibile dalla Tangenziale Sud di Algeri che porta dal sobborgo occidentale (Zéralda) a Dar El Beïda, la Seconda Tangenziale Sud di Algeri che collega il sobborgo orientale di Algeri (Boudouaou) al sobborgo occidentale (Staoueli) e la Tangenziale Nord di Algeri che porta dal centro di Algeri a Dar El Beïda.
- In autobus: la linea 100 dell'ETUSA collega l'aeroporto al centro di Algeri ogni 30 minuti.
- In metropolitana (in costruzione): l'estensione della metropolitana di Algeri attualmente in costruzione collegherà l'aeroporto di Algeri al resto della rete entro il 2020.[19]
- In treno: una linea ferroviaria collega l'aeroporto alla stazione Bab Ezzouar a est di Algeri. I lavori di costruzione sono iniziati l'11 dicembre 2012. La stazione è stata messa in servizio il 29 aprile 2019.[20]

## Classifica
Dopo un quarto posto nel 2014, l'aeroporto internazionale Houari Boumediene di Algeri si è classificato al terzo posto nella classifica dei migliori aeroporti del continente africano nel 2015 dal sito Sleeping in Airports. La classifica è determinata dal voto dei viaggiatori e, sulla base dell'esperienza complessiva dell'aeroporto, "per le sue grandi dimensioni, l'organizzazione e l'efficienza dei suoi terminal e la facilità di navigazione" scrive il sito web di Sleeping in Airports, che aggiunge che "il terreno sembra essere mantenuto sempre perfettamente pulito".

## progetti attuali e futuri
La demolizione del terminal charter esistente e della torre di controllo è prevista per recuperare la base di terra e per costruire un nuovo terminal al termine dei lavori.